# Мулине

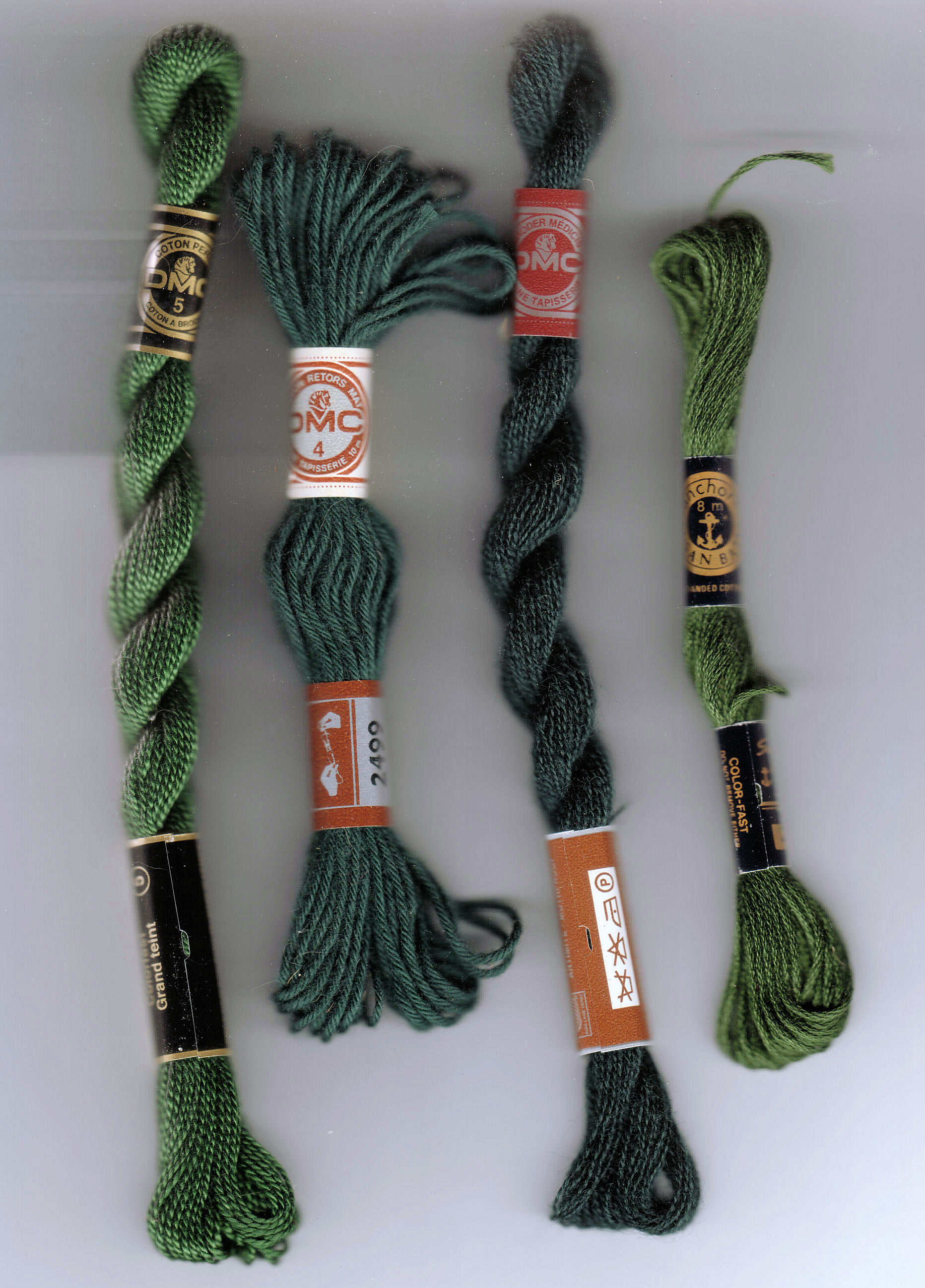
Моток мулине (справа) и другие нити для вышивания

Мулине́ (фр. mouliné) — пряжа, полученная заводским способом или ручной выделкой, произведенная специально для вышивания или других видов рукоделия.
Мировые бренды производителей мулине — DMC, Madeira и Anchor. Кроме них, в России распространены нитки мулине производства Gamma и Прядильно-ниточного комбината им. С. М. Кирова в Санкт-Петербург. Эти хлопчатобумажные нитки предназначены специально для вышивания. Мулине продаются мотками по 8 (DMC, Gamma, Anchor), 10 метров (Madeira и Прядильно-ниточный комбинат имени С. М. Кирова), в некоторых магазинах можно приобрести нитки на метры. У каждого производителя мулине свой набор цветов, для подбора цвета можно использовать карту цветов (каталог с образцами ниток каждого цвета). Если в схеме вышивания указаны цвета для одной марки мулине и требуется для вышивки использовать нитки другого производителя, то руководствуются таблицами перевода цветов мулине из одной марки в другую или сравнивая оттенки с помощью карт цветов.
У ведущих производителей имеется мулине не только однотонное, но и меланжевое (с плавным переходом от более светлого тона к более темному одного и того же цвета), мультиколор (с плавным переходом из одного цвета в другой), металлика.

## Выбор ниток для вышивания
Качественные нитки должны быть ровными, иметь яркую, чистую окраску, не линять, не выгорать на солнце. Отличительная особенность ниток для вышивания — четкое соответствие цвета пасмы её номеру. Номер проставляется на упаковке пасмы. Он же указывается на схеме для вышивки, в её легенде. Большинство попадающих в продажу схем разработаны для ниток DMC, реже — для Madeira. Схемы в русскоязычных журналах по вышиванию разработаны в большинстве случаев для номеров цветов мулине DMC, Gamma и Прядильно-ниточного комбината им. Кирова, реже для других марок. В Интернете можно найти достаточно легко таблицы перевода номеров ниток одной фирмы в другую.
Оттенки номеров цвета могут меняться от партии к партии, лишь мировые бренды дают гарантии постоянства цвета, однако и у них в последние годы было огромное количество случаев непопадания в цвет, поэтому ниток, особенно неизвестных марок, лучше купить сразу достаточное количество на всю работу. Нитки, качество которых вызывает сомнение, перед работой подвергаются проверке на закрепленность окрашивания. Для этого их необходимо намочить в горячей воде и с силой протянуть через белую ткань — нестойкий краситель оставит след. Подобную проверку можно сделать и в магазине, с силой протянув фрагмент нити через мокрый носовой платок. Плохая нитка сразу оставит следы.
Кроме специальных «вышивальных» хлопковых ниток мулине, для вышивания можно использовать шерсть, шелк и даже обычные катушечные нитки. Но это можно делать только для простых картин с малым количеством цветов и высокой степенью вариативности.